# Hasselback-Kartoffeln

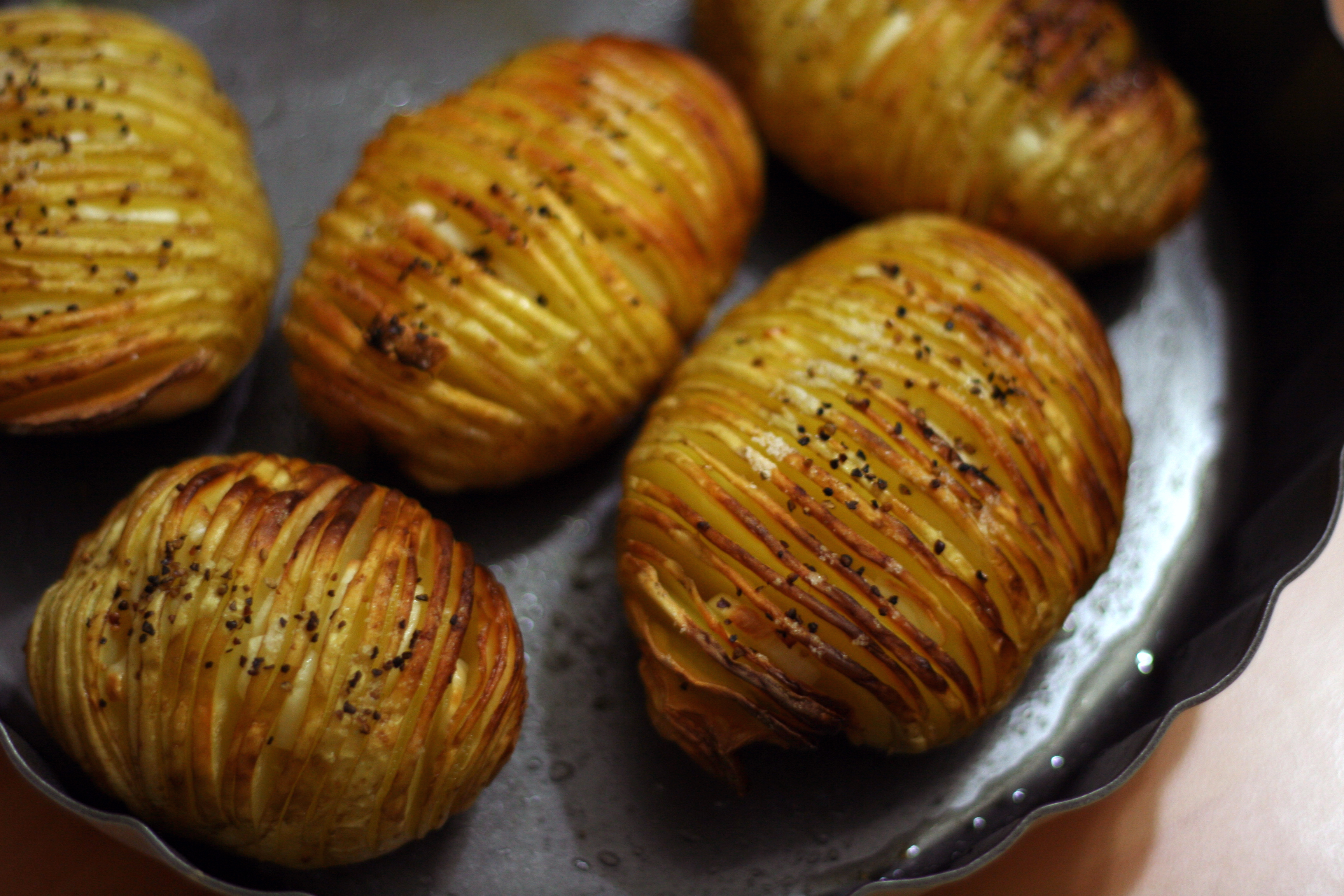
Fertige Hasselback-Kartoffeln

Hasselback-Kartoffeln (schwedisch: hasselbackspotatis) oder Kartoffeln à la Hasselbacken (auch Fächerkartoffeln) ist eine Zubereitungsart von Kartoffeln. Sie werden ungeschält mehrfach tief eingeschnitten, bevor sie mit Butter bestrichen und im Ofen gebacken werden. 

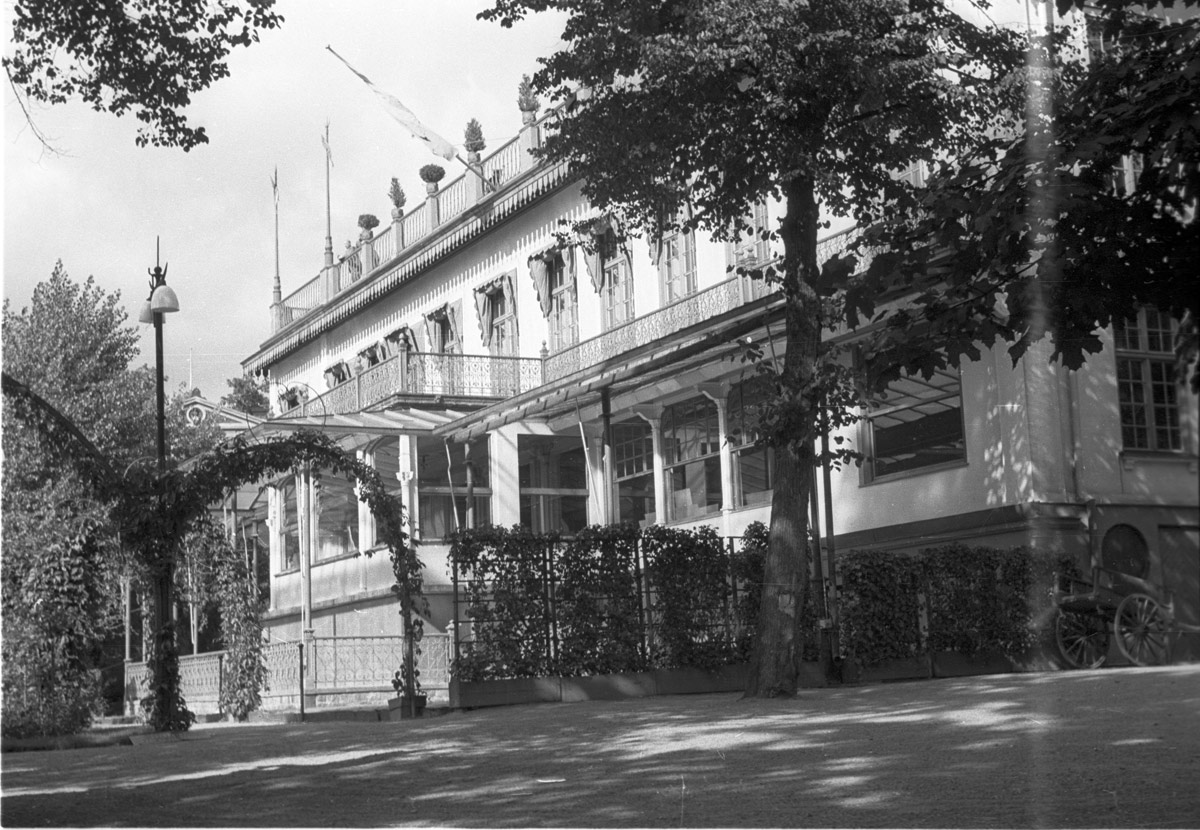
Das Restaurant Hasselbacken, 1945

Der Name geht auf den schwedischen Koch Leif Elisson aus Värmland zurück, der diese Zubereitungsart 1953 im Restaurant Hasselbacken auf der Stockholmer Insel Djurgården einführte.